# 에른스트 프로이트

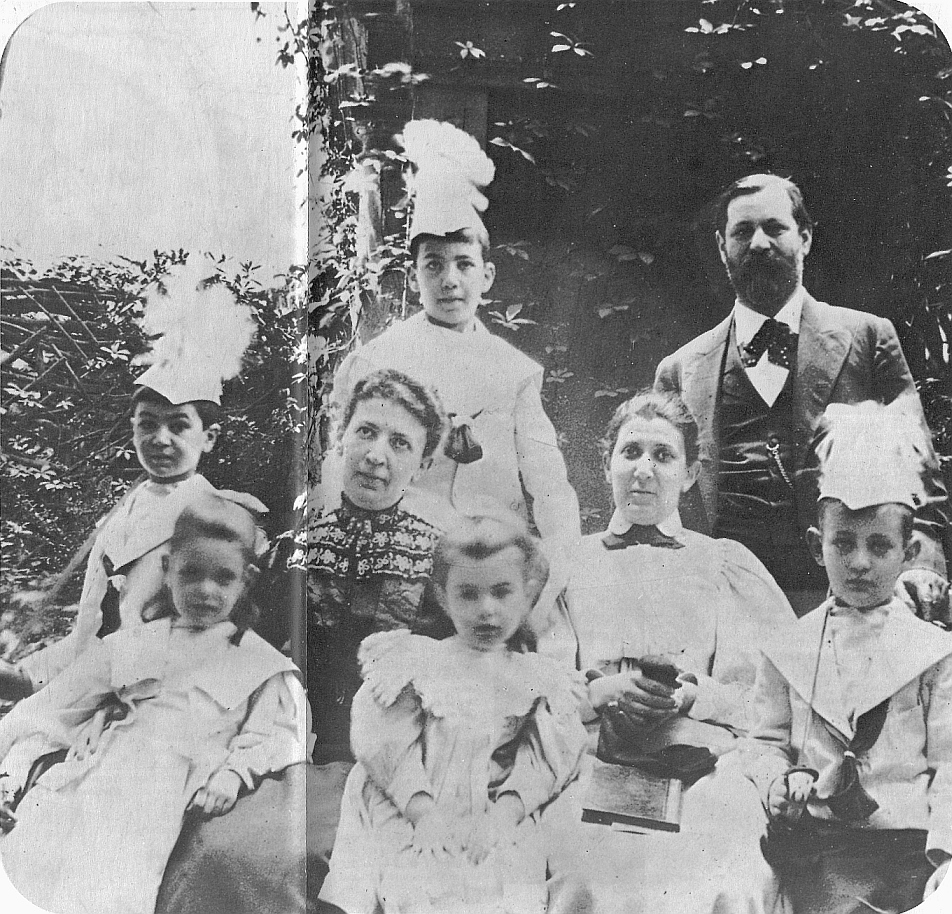
프로이트(오른쪽 앞), 6세 때, 1898년 경

에른스트 루드비히 프로이트(Ernst Ludwig Freud, 1892년 4월 6일 – 1970년 4월 7일)는 지그문트 프로이트(Sigmund Freud)의 막내 아들이며, 독일에서 태어난 오스트리아계 건축가이다. 그는 아버지의 유명한 심리학적 업적과는 달리 건축 분야에서 자신의 경력을 쌓았다.
에른스트 프로이트의 생애와 경력은 다음과 같다:
- 초기 생애와 교육: 에른스트는 1892년 오스트리아-헝가리 제국 (현재 체코 프라하)에서 태어났으며, 베를린 공과대학교에서 건축을 공부했다. 그는 1920년대 독일에서 건축가로 활동하면서 현대 건축의 기능주의와 합리주의에 영향을 받은 건축 스타일을 발전시켰다.

- 건축가로서의 경력: 그는 주로 주택 설계에 집중했고, 베를린에서 활동하던 시기에 몇몇 저명한 인물들의 주택을 설계했다. 그의 작품은 깔끔하고 기능적인 디자인으로 유명하며, 실용성과 간결함을 강조하는 스타일을 보여주었다. 1930년대 초 나치 정권이 독일에서 권력을 장악하자, 유대인 가문 출신이었던 에른스트는 가족과 함께 독일을 떠나 영국으로 이주했다.

- 영국에서의 활동: 영국으로 이주한 후, 그는 런던에서 건축가로 활동을 이어갔다. 이 시기 그의 디자인은 모더니즘의 영향을 받았으며, 런던의 주거 건축물과 주택 단지를 설계했다. 그는 런던에서 다양한 주택 프로젝트를 통해 자신의 건축 스타일을 이어갔다.

- 가족 및 후손: 에른스트 프로이트는 유명한 가족의 일원이기도 했다. 그의 아버지 지그문트 프로이트는 정신분석학의 창시자였으며, 그의 아들 루시안 프로이트(Lucian Freud)는 20세기 영국을 대표하는 화가 중 한 명으로 손꼽힌다. 또 다른 아들 클레멘트 프로이트(Clement Freud)는 작가이자 정치인으로 활동했다.

에른스트 프로이트는 건축가로서 독일과 영국에서 활동하며, 모더니즘과 기능주의 건축의 발전에 기여한 인물로 평가받고 있다.